# News of the World (filme)
News of the World (bra: Relatos do Mundo; prt: Notícias do Mundo) é um filme de estadunidense de 2020, dos gêneros drama e faroeste, co-escrito e dirigido por Paul Greengrass, baseado no romance de 2016 de mesmo nome de Paulette Jiles. O filme é estrelado por Tom Hanks e Helena Zengel.
News of the World está programado para ser lançado nos Estados Unidos em 25 de dezembro de 2020, pela Universal Pictures, com distribuição internacional da Netflix.

## Elenco
- Tom Hanks como Capitão Jefferson Kyle Kidd
- Helena Zengel como Johanna Leonberger
- Michael Covino como Mark Edgefield
- Fred Hechinger como  Thomas Kidd
- Neil Sandilands como Wilhelm Leonberger
- Thomas Francis Murphy como Merritt Farley
- Mare Winningham como Jane
- Elizabeth Marvel como  Ella Gannett
- Chukwudi Iwuji como Charles Edgefield
- Ray McKinnon como Christopher John "C. J." Kidd

## Produção
Em maio de 2017, a Fox 2000 Pictures comprou os direitos de distribuição de uma adaptação do romance de Paulette Jiles, com Luke Davies escrevendo o roteiro e tendo Tom Hanks como protagonista. Em fevereiro de 2019, Paul Greengrass foi anunciado como diretor. Como resultado da fusão Disney/Fox, o filme foi transferido para a Universal Pictures. Em agosto, Helena Zengel, Michael Covino e Fred Hechinger foram anunciados no elenco. Thomas Francis Murphy se juntou ao elenco em setembro. Em novembro de 2020, a Netflix comprou os direitos de distribuição internacional (excluindo os Estados Unidos) do filme. As filmagens começaram em 2 de setembro de 2019, em Santa Fé, Novo México. Em novembro de 2020, a Netflix comprou os direitos de distribuição internacional (coma exceção dos Estados Unidos) do filme.